# Zivik
Das Programm zivik fördert internationale Friedensprojekte in Krisenregionen. Es besteht und ist seit 2001 beim Institut für Auslandsbeziehungen e.V. (ifa) angesiedelt. Seit seiner Gründung wurden mehrere hundert Projekte von Nichtregierungsorganisationen gefördert und begleitet. Die Finanzierung erfolgt aus dem im Auswärtigen Amt verwalteten Haushaltstitel für friedenserhaltende Maßnahmen. Im Aktionsplan „Zivile Krisenprävention, Konfliktlösung und Friedenskonsolidierung“, der 2004 von der Bundesregierung verabschiedet wurde, und in den 2006 und 2008 erschienenen Umsetzungsberichten zum Aktionsplan sind jeweils Angaben zur Arbeit von zivik zu finden.